# Euphoria biguttata
Euphoria biguttata är en skalbaggsart som beskrevs av Hippolyte Louis Gory och Achille Rémy Percheron 1833. Euphoria biguttata ingår i släktet Euphoria och familjen Cetoniidae. Inga underarter finns listade i Catalogue of Life.